# Bilan saison par saison des Nordiques de Québec
Les Nordiques de Québec est le nom d'une franchise de hockey sur glace professionnelle d'Amérique du Nord. Basée à dans la ville de Québec au Québec, elle évolue dans l'Association mondiale de hockey (désignée par le sigle AMH) puis dans la Ligue nationale de hockey (LNH) à partir de 1979.
Jouant dans le Colisée de Québec, l'équipe accède une première fois à la finale de l'AMH en 1974-1975 mais sont écartés en quatre matchs par les Aeros de Houston. Ils prennent leur revanche en 1976-1977 en battant les Jets de Winnipeg et en remportant le trophée mondial Avco.
Cette page retrace les résultats de l'équipe depuis cette première saison. Certaines saisons sont détaillées par des articles spéciaux, le lien étant donné en dessous des années de saison.

## Saisons après saisons
| no         | Saison            | Saison régulière | Saison régulière | Saison régulière | Saison régulière | Saison régulière | Saison régulière | Saison régulière | Saison régulière | Saison régulière                     | Séries éliminatoires                                                                                      |
| no         | Saison            | PJ               | V                | D                | N                | Pts              | BP               | BC               | Pun              | Classement                           | Séries éliminatoires                                                                                      |
| ---------- | ----------------- | ---------------- | ---------------- | ---------------- | ---------------- | ---------------- | ---------------- | ---------------- | ---------------- | ------------------------------------ | --- |
| 1          | 1972-1973         | 78               | 33               | 40               | 5                | 71               | 276              | 313              | 1 354            | 5e division Est                      | Non qualifiés                                                                                             |
| 2          | 1973-1974         | 78               | 38               | 36               | 4                | 80               | 306              | 280              | 909              | 5e division Est                      | Non qualifiés                                                                                             |
| 3          | 1974-1975         | 78               | 46               | 32               | 0                | 92               | 331              | 299              | 1 132            | 1er division canadienne              | 4-1 Roadrunners de Phoenix 4-2 Fighting Saints du Minnesota 0-4 Aeros de Houston                          |
| 4          | 1975-1976         | 81               | 50               | 27               | 4                | 104              | 371              | 316              | 1 654            | 2e division canadienne               | 1-4 Cowboys de Calgary                                                                                    |
| 5          | 1976-1977 Détails | 81               | 47               | 31               | 3                | 97               | 353              | 295              | 1 485            | 1er division Est                     | 4-1 Whalers de la Nouvelle-Angleterre 4-1 Racers d'Indianapolis 4-3 Jets de Winnipeg Trophée mondial Avco |
| 6          | 1977-1978         | 80               | 40               | 37               | 3                | 83               | 349              | 347              | 1 185            | 4e de l'AMH                          | 4-2 Aeros de Houston 1-4 Whalers de la Nouvelle-Angleterre                                                |
| 7          | 1978-1979         | 80               | 41               | 34               | 5                | 87               | 288              | 271              | 1 399            | 2e de l'AMH                          | 0-4 Jets de Winnipeg                                                                                      |
| Totaux AMH | Totaux AMH        | 556              | 295              | 237              | 24               | 614              | 2 274            | 2 121            | 9 118            | Deux titres de champions de division | Un trophée mondial Avco                                                                                   |

| no         | Saison     | Saison régulière | Saison régulière | Saison régulière | Saison régulière | Saison régulière | Saison régulière | Saison régulière | Saison régulière | Saison régulière                     | Séries éliminatoires                                                       |
| no         | Saison     | PJ               | V                | D                | N                | Pts              | BP               | BC               | Pun              | Classement                           | Séries éliminatoires                                                       |
| ---------- | ---------- | ---------------- | ---------------- | ---------------- | ---------------- | ---------------- | ---------------- | ---------------- | ---------------- | ------------------------------------ | -------------------------------------------------------------------------- |
| 8          | 1979-1980  | 80               | 25               | 44               | 11               | 61               | 248              | 313              | 1 062            | 5e division Adams                    | Non qualifiés                                                              |
| 9          | 1980-1981  | 80               | 30               | 32               | 18               | 78               | 314              | 318              | 1524             | 4e division Adams                    | 2-3 Flyers de Philadelphie                                                 |
| 10         | 1981-1982  | 80               | 33               | 31               | 16               | 82               | 356              | 345              | 1 757            | 4e division Adams                    | 3-2 Canadiens de Montréal 4-3 Bruins de Boston 0-4 Islanders de New York   |
| 11         | 1982-1983  | 80               | 34               | 34               | 12               | 80               | 343              | 336              | 1 648            | 4e division Adams                    | 1-3 Bruins de Boston                                                       |
| 12         | 1983-1984  | 80               | 42               | 28               | 10               | 94               | 360              | 278              | 1 600            | 3e division Adams                    | 3-0 Sabres de Buffalo 2-4 Canadiens de Montréal                            |
| 13         | 1984-1985  | 80               | 41               | 30               | 9                | 91               | 323              | 275              | 1 643            | 2e division Adams                    | 3-2 Sabres de Buffalo 4-3 Canadiens de Montréal 2-4 Flyers de Philadelphie |
| 14         | 1985-1986  | 80               | 43               | 31               | 6                | 92               | 330              | 289              | 1 847            | 1er division Adams                   | 0-3 Whalers de Hartford                                                    |
| 15         | 1986-1987  | 80               | 31               | 39               | 10               | 72               | 267              | 276              | 1 741            | 4e division Adams                    | 4-2 Whalers de Hartford 3-4 Canadiens de Montréal                          |
| 16         | 1987-1988  | 80               | 32               | 43               | 5                | 69               | 271              | 306              | 2 042            | 5e division Adams                    | Non qualifiés                                                              |
| 17         | 1988-1989  | 80               | 27               | 46               | 7                | 61               | 269              | 342              | 2 004            | 5e division Adams                    | Non qualifiés                                                              |
| 18         | 1989-1990  | 80               | 12               | 61               | 7                | 31               | 240              | 407              | 2 104            | 5e division Adams                    | Non qualifiés                                                              |
| 19         | 1990-1991  | 80               | 16               | 50               | 14               | 46               | 236              | 354              | 1 741            | 5e division Adams                    | Non qualifiés                                                              |
| 20         | 1991-1992  | 80               | 20               | 48               | 12               | 52               | 255              | 318              | 2 044            | 5e division Adams                    | Non qualifiés                                                              |
| 21         | 1992-1993  | 84               | 47               | 27               | 10               | 104              | 351              | 300              | 1 846            | 2e division Adams                    | 2-4 Canadiens de Montréal                                                  |
| 22         | 1993-1994  | 84               | 34               | 42               | 8                | 76               | 277              | 292              | 1 625            | 5e division Nord-Est                 | Non qualifiés                                                              |
| 23         | 1994-1995  | 48               | 30               | 13               | 5                | 65               | 185              | 134              | 770              | 1er division Nord-Est                | 2-4 Rangers de New York                                                    |
| Totaux LNH | Totaux LNH | 1 256            | 497              | 599              | 160              | 1 154            | 4 625            | 4 883            | 26 998           | Deux titres de champions de division | -                                                                          |